# Norbert Schmelzer

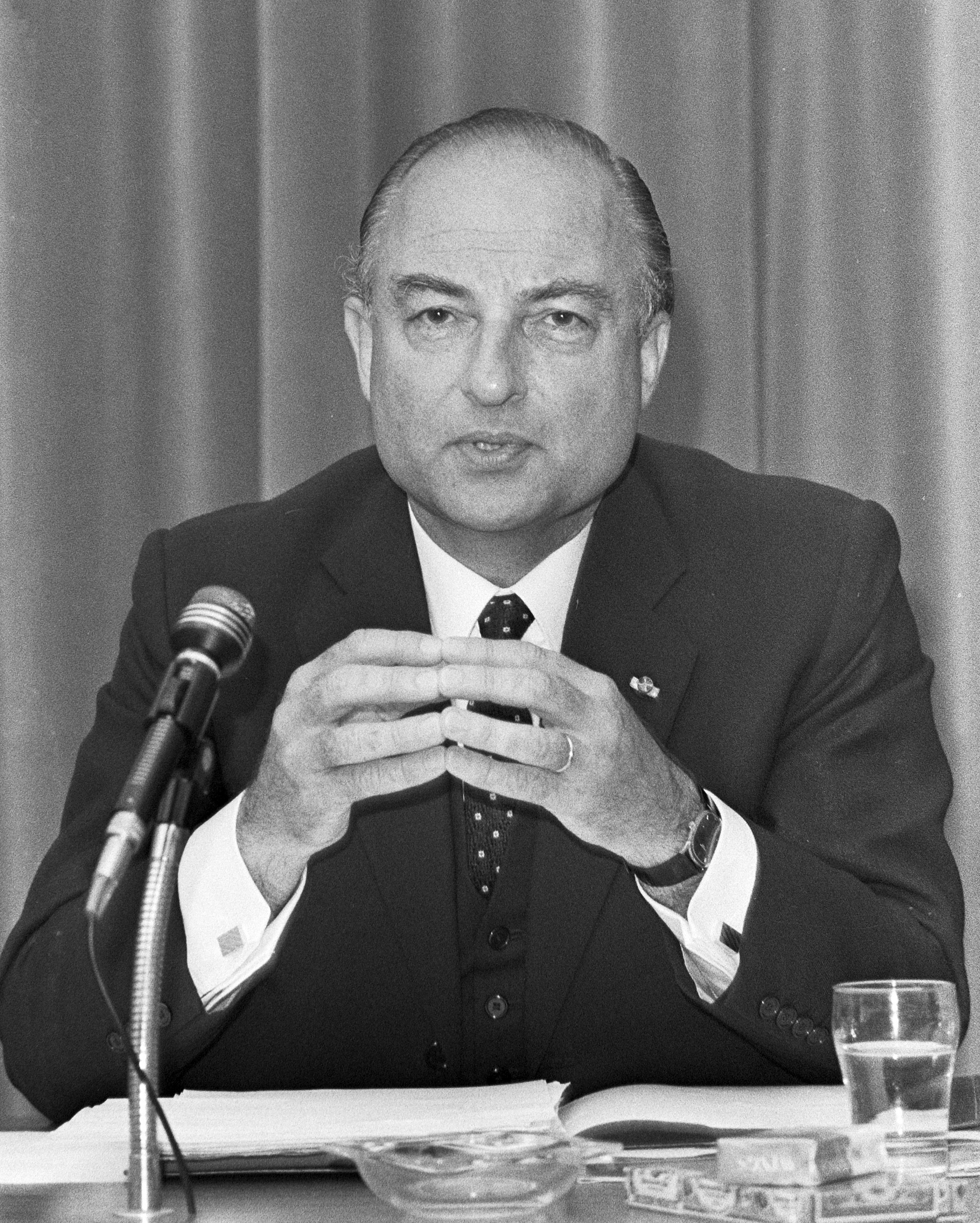
Norbert Schmelzer, 1971

Wilhelm Klaus Norbert Schmelzer (* 22. März 1921 in Rotterdam; † 14. November 2008 in St. Ingbert, Deutschland) war ein niederländischer Politiker der Katholieke Volkspartij (KVP) bzw. ab 1980 des Christen-Democratisch Appèl (CDA). Er war von 1963 bis 1971 Vorsitzender der KVP-Fraktion in der Zweiten Kammer und politischer Leiter seiner Partei sowie von 1971 bis 1973 Außenminister der Niederlande.

## Studium und berufliche Tätigkeiten
Schmelzer wurde 1921 als Sohn deutscher Eltern in Rotterdam geboren, der Vater war Bankier und stammte aus dem Saarland. Bis 1933 war er in Besitz eines deutschen Passes, gab diesen infolge der Machtergreifung Hitlers allerdings ab.
Nach dem Abitur am römisch-katholischen Aloysius College in Den Haag (1939) absolvierte Schmelzer ein Studium der Wirtschaftswissenschaften an der Katholischen Wirtschaftshochschule in Tilburg. Schmelzer war während der deutschen Besatzung der Niederlande im Zweiten Weltkrieg Vorsitzender des Raad van negen (Rat der Neun) im Studentenwiderstand. 1947 wurde er zum Dr. oec. promoviert. Danach war Schmelzer bis 1950 Managementassistent bei Unilever. Anschließend war er Beamter im Wirtschaftsministerium, zunächst in der Abteilung für Außenwirtschaftsbeziehungen, dann in der Abteilung für Angelegenheiten der Europäischen Gemeinschaft für Kohle und Stahl (EGKS/Montanunion). Er war auch als Pianist, Komponist und Dichter tätig.

## Politische Laufbahn

### Staatssekretär
Schmelzer gehörte ab 1954 der Zentralen Leitung der Katholischen Volkspartei an. Sein erstes Regierungsamt hatte er von 1956 bis 1959 als Staatssekretär im Innenministerium (unter seinem Parteikollegen Teun Struycken), wo er während der Kabinette Drees III und Beel II für Vermögensbildung und öffentlich-rechtliche Betriebsorganisation zuständig war. Bei der Parlamentswahl 1959 wurde er erstmals in die Zweite Kammer der Generalstaaten gewählt, verzichtete aber auf das Mandat, um weiter der Regierung anzugehören (in den Niederlanden gilt der Grundsatz der Inkompatibilität). Im Kabinett von Jan de Quay war er 1959 bis 1963 Staatssekretär im Ministerium für Allgemeine Angelegenheiten.

### Fraktionsvorsitzender und Sturz der Regierung Cals
Nach der Wahl im Mai 1963 und der Bildung des Kabinetts Marijnen war Schmelzer fast acht Jahre lang Vorsitzender der KVP-Fraktion in der Zweiten Kammer (Tweede Kamer) des niederländischen Parlaments. Nach dem Scheitern des christlich-liberalen Kabinetts Marijnen ernannte Königin Juliana im Februar 1965 Schmelzer zum informateur, betraute ihn also mit der Gesprächsführung zur Bildung einer neuen Regierung. Diese führten zur Ernennung des Kabinetts Cals, das aus KVP, der sozialdemokratischen PvdA und der calvinistischen ARP bestand. 
Die Nacht vom 13. zum 14. Oktober 1966 ist als Nacht van Schmelzer in die niederländische Geschichte eingegangen. Die christlich-sozialdemokratische Regierung von Ministerpräsident Jo Cals (KVP) hatte einen Haushaltsentwurf eingebracht, den die (rechte) Opposition von CHU, VVD, SGP, BP und GPV nicht sparsam genug fand. Auch die Mehrheit der KVP-Abgeordneten unter Führung von Schmelzer stimmte für einen Abänderungsantrag. Cals betrachtete dieses als Misstrauensvotum und trat zurück. Bei den Sozialdemokraten herrschte seit diesem Ereignis tiefes Misstrauen gegenüber der KVP. Vier Tage darauf beauftragte die Königin erneut Schmelzer mit der Regierungsbildung, diesmal in der Rolle des formateur, seine Versuche scheiterten jedoch. Stattdessen führte Jelle Zijlstra (ARP) bis zur vorgezogenen Neuwahl eine Übergangsregierung. 
Von 1966 bis 1971 hatte Schmelzer den Vorsitz im Ausschuss für Nachrichten- und Sicherheitsdienste der Zweiten Kammer, ab 1967 auch im Ausschuss für auswärtige Angelegenheiten. Bei der vorgezogenen Parlamentswahl im Februar 1967 war er der Spitzenkandidat (lijsttrekker) seiner Partei. Die KVP verlor bei dieser Wahl deutlich an Stimmen (von 31,9 auf 26,5 Prozent), ihre Fraktion verkleinerte sich von 50 auf 42 Sitze. Anschließend wurde sein Parteikollege Piet de Jong Ministerpräsident einer – von Schmelzer präferierten – Mitte-rechts-Koalition aus den drei christlichen Parteien und der rechtsliberalen VVD. Anlässlich der Parlamentswahl 1971 wurde er als Parteichef und Spitzenkandidat der KVP von Gerard Veringa abgelöst. Schmelzer schied aus der Zweiten Kammer aus und wurde im Mai desselben Jahres in die Erste Kammer (den Senat oder das Oberhaus) des Parlaments gewählt, der er aber nur zwei Monate lang angehörte. In dieser Zeit war er wiederum Vorsitzender des auswärtigen Ausschusses.

### Außenminister
Im Kabinett von Barend Biesheuvel war Schmelzer vom 6. Juli 1971 bis zum 11. Mai 1973 als Nachfolger von Joseph Luns Außenminister. In dieser Funktion war er während der niederländischen EG-Ratspräsidentschaft im zweiten Halbjahr 1972 auch Vorsitzender im Rat für Allgemeine Angelegenheiten der Europäischen Gemeinschaften. 
Infolge der Fusion der KVP mit den protestantischen Parteien Christelijk-Historische Unie (CHU) und Anti-Revolutionaire Partij (ARP) wurde Schmelzer 1980 – nach seiner Karriere als Berufspolitiker – Parteimitglied des Christen-Democratisch Appèl (CDA). Ab 1990 war er stellvertretender Vorsitzender des Beirats Frieden und Sicherheit und von Anfang 2002 bis Anfang 2005 Mitglied des ständigen Ausschusses für Europäische Integration beim Beirat für Internationale Angelegenheiten (AIV).

## Privatleben

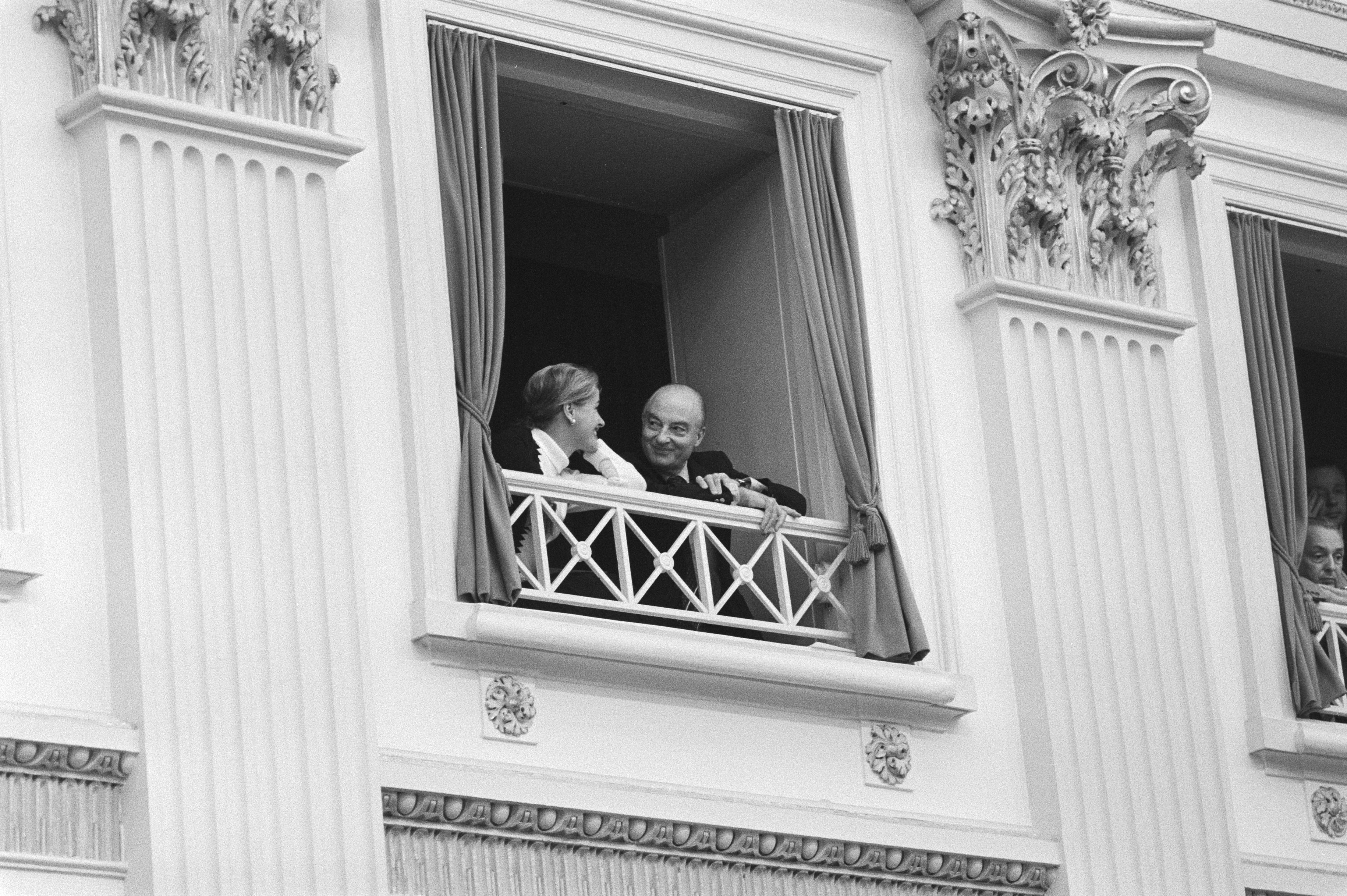
Schmelzer mit seiner ersten Frau, 1980

Schmelzer heiratete 1950 Carla Mutsaerts, mit der er fünf Kinder bekam, von denen zwei früh verstarben. Nach der Scheidung 1977 heiratete er 1978 in zweiter Ehe Daphne Mary Nieuwenhuizen. Im Sommer 2008 zog das Paar in die Heimatstadt seiner Familie, das saarländische St. Ingbert. Hier lebte er bis zu seinem Tod im November 2008.

## Ehrungen
- Großkomtur im Orden von Oranien-Nassau, 1963
- Komtur im Orden vom Niederländischen Löwen, 1973
- Großkreuz im Orden von Oranien-Nassau, 1991
- Robert-Schuman-Medaille für seine Verdienste um Europa, 1991[4]
- Das Große Verdienstkreuz mit Stern der Bundesrepublik Deutschland
- Grand Croix de l’Ordre du Mérite de la République Française
- Verzetsherdenkingskruis (Widerstandsgedenkkreuz)

## Veröffentlichungen
- Schmelzer, Norbert: „Herinneringen van een politiek dier“. 2004, ISBN 90-5018-728-5

## Biographische Quellen und Hintergrundinformationen
- Biographie auf parlement.com (niederländisch)
- Videomaterial zur „Nacht van Schmelzer“ 1966 (niederländisch)
- Bik, J. M.: „Formeren, een zonderling evenement“ (Regierungsbildungen 1966 bis 1994). Artikel im NRC Handelsblad, Mai 1998 (niederländisch)